# Coupe de France 1944/45
Der Wettbewerb um die Coupe de France in der Saison 1944/45 war die 28. Ausspielung des französischen Fußballpokals für Männermannschaften. In diesem Jahr meldeten lediglich 510 Vereine; der bisherige Rekord lag bei 778 Teilnehmern (1940). Es war die letzte der insgesamt sieben Spielzeiten – fünf davon während des Zweiten Weltkriegs –, in der der Wettbewerb unter dem Namen Coupe Charles Simon stattfand.
In der zweiten Jahreshälfte 1944, insbesondere seit der Landung der Alliierten an der französischen Kanalküste (6. Juni), war Frankreich Kampfgebiet. Dies beeinträchtigte die Austragung des Wettbewerbs stark, auch über den Zeitpunkt der Befreiung von Paris (25. August) hinaus. Zwar verlagerte sich das noch unter deutschem (bzw. italienischem) Einfluss stehende Gebiet relativ schnell in östlicher Richtung und verkleinerte sich dabei. Aber noch Anfang Januar 1945 mussten mit Racing Strasbourg und dem FC Mulhouse zwei Mannschaften ihre Spiele des Zweiunddreißigstelfinales absagen, weil es ab Mitte Dezember 1944 zu einer Gegenoffensive der deutschen Streitkräfte gekommen war, in deren Folge lokal – wie etwa im mittleren Elsass, nahe Colmar – noch bis in den Februar 1945 hinein militärische Brückenköpfe der Wehrmacht existierten. Das Endspiel um die Coupe de France fand nur wenige Stunden vor der deutschen Kapitulation und keine 150 km vom Ort ihrer Unterzeichnung (Reims) entfernt statt. Zudem standen weiterhin zahlreiche junge Männer unter Waffen und waren beispielsweise ab April 1945 am Vorstoß der französischen Armee in die Pfalz, nach Baden und Württemberg beteiligt. Die Fußballspieler unter ihnen standen ihren Mannschaften mithin nur sehr eingeschränkt zur Verfügung.
Einen Pokalverteidiger im engeren Sinne gab es nicht, weil in der Vorsaison die Profivereine bzw. deren Spieler städteweise in sogenannten „Équipes fédérales“ (Regionalauswahlen) zusammengefasst worden waren; dieses einjährige, auf Weisung der Vichy-Regierung erfolgte Experiment wurde 1944/45 wieder aufgegeben. Die Spieler der 1944 siegreichen ÉF Nancy-Lorraine waren im Wesentlichen zu ihren alten Klubs (vor allem FC Sochaux und FC Nancy) zurückgekehrt.
Gewinner der diesjährigen Trophäe wurde Racing Paris. Dies war nach 1936, 1939 und 1940 bereits Racings vierter Pokalgewinn innerhalb von nur zehn Jahren. Für seinen Endspielgegner Lille Olympique SC hingegen – kurz zuvor durch Fusion der drei traditionsreichen Lokalrivalen Olympique Lille, Iris Club Lillois und SC Fives entstanden – begann eine Serie von fünf Pokalfinals in Folge und der Aufstieg zur dominierenden Mannschaft der unmittelbaren Nachkriegszeit.
Nach den auf regionaler Verbandsebene organisierten Qualifikationsrunden wurden ab dem Zweiunddreißigstelfinale die Paarungen und das Heimrecht ausgelost; bis einschließlich des Achtelfinales kam es dabei zu einer gewissen Vorsortierung der Teilnehmer durch die Pokalkommission (entlang der groben Aufteilung in eine nordwestliche und eine südöstliche Landeshälfte). Erstligisten wurden erneut privilegiert, indem sie in der ersten Runde nicht aufeinandertreffen konnten. Ab dem Achtelfinale wurden die Paarungen frei ausgelost und an einem neutralen Ort ausgetragen. Endete eine Begegnung nach Verlängerung unentschieden, kam es zu einem oder mehreren Wiederholungsspielen, bis zum Sechzehntelfinale auf dem Platz des Gegners.

## Zweiunddreißigstelfinale
Spiele am 7., Wiederholungsmatch am 21. Januar 1945. Da es in diesem Jahr noch keine offizielle Landesmeisterschaft gab, werden lediglich die in der auf zwei Staffeln verteilten höchsten Kriegsdivision spielenden Klubs mit D1 markiert, auf Ligazugehörigkeitsangaben bei den anderen Vereinen hingegen verzichtet.
| - CA Valenciennes - Stade Compiègne 6:1 - AS Saint-Étienne D1 - FC Gueugnon 4:3 - ES Versailles - AS Trouville-Deauville 0:3 - Racing Club de France (a) - Arago Sports Orléans 0:3 - CA Vernon - Red Star Olympique D1 1:7 - US Auchel - US Tourcoing 0:3 - FC Toulouse D1 - US Bordeaux-Bouscat 5:1 - US Saint-Gaudens - FC Sète D1 2:1 - Olympique Lille D1 - Olympique Saint-Quentin 12:1 - AS Aix - AS Cannes D1 2:1 - Olympique Alès D1 - USA Perpignan 3:1 - AS Angoulême - La Roche Rigault 6:1 - RCFC Besançon - FC Mulhouse (b) - EC Bordeaux - Chamois Niort 6:3 - ES Mont-de-Marsan - Girondins ASP Bordeaux D1 1:2 - CS Blénod - FC Metz 5:2 | - SO Montpellier D1 - US Cazères 2:4 - Stade Clermont D1 - SC Vichy 7:1 - Le Havre AC D1 - JS Puteaux 2:1 - US Quevilly - Stade Français Paris D1 1:6 - RC Lens D1 - AC Amiens 10:0 - ASA Vauzelles - Lyon OU D1 1:8 - US Le Mans D1 - JA Saumur 5:0 - SO Chambéry - Olympique Marseille D1 3:4 - Stade Lorrain Nancy - Racing Strasbourg (b) - OGC Nizza D1 - AS Avignon 12:1 - Olympique Nîmes - SO Pont-de-Chéruy 10:0 - Racing Paris D1 - USA Limoges 6:0 - Stade Reims D1 - ES Juvisy 7:0 - SCO Angers - Stade Rennes UC D1 3:4 - Excelsior Roubaix D1 - Racing Roubaix 5:3 - US Vésinet - FC Rouen D1 3:3 n. V., 1:4 |

## Sechzehntelfinale
Spiele am 4./5. und 18., Wiederholungsmatch am 11. Februar 1945
| - CA Valenciennes - Excelsior Roubaix D1 4:1 - AS Trouville-Deauville - Racing Paris D1 0:7 - Arago Sports Orléans - AS Angoulême 5:0 - Red Star Olympique D1 - Stade Reims D1 1:0 - US Tourcoing - RC Lens D1 1:13 - FC Toulouse D1 - Olympique Nîmes 6:1 - Girondins ASP Bordeaux D1 - US Saint-Gaudens 5:1 - US Cazères - EC Bordeaux 3:2 | - Stade Clermont D1 - AS Saint-Étienne D1 3:1 - Stade Français Paris D1 - Olympique Lille D1 2:3 - Lyon OU D1 - RCFC Besançon 4:1 - Olympique Marseille D1 - Olympique Alès D1 4:1 - Stade Lorrain Nancy - CS Blénod 1:0 - OGC Nizza D1 - AS Aix 1:1 n. V., 3:0 - Stade Rennes UC D1 - US Le Mans D1 1:0 - FC Rouen D1 - Le Havre AC D1 3:0 |

## Achtelfinale
Spiele am 3./4., Wiederholungsmatch am 8. März 1945
| - Racing Paris D1 - Girondins ASP Bordeaux D1 4:1 - Arago Sports Orléans - Red Star Olympique D1 2:1 - RC Lens D1 - Stade Lorrain Nancy 10:0 - FC Toulouse D1 - Stade Clermont D1 2:1 | - US Cazères - Lyon OU D1 0:4 - Olympique Lille D1 - Stade Rennes UC D1 0:0 n. V., 1:0 - OGC Nizza D1 - Olympique Marseille D1 1:0 - FC Rouen D1 - CA Valenciennes 3:2 |

## Viertelfinale
Spiele am 17./18. März 1945
| - Racing Paris D1 - Arago Sports Orléans 1:0 - FC Toulouse D1 - RC Lens D1 4:3 | - Olympique Lille D1 - Lyon OU D1 3:2 - OGC Nizza D1 - FC Rouen D1 4:0 |

## Halbfinale
Spiele am 15. April 1945
| - Racing Paris D1 - OGC Nizza D1 2:1 | - Olympique Lille D1 - FC Toulouse D1 4:0 |

## Finale
Spiel am 6. Mai 1945 im Stade Olympique Yves-du-Manoir in Colombes vor 49.983 Zuschauern
- Racing Paris - Olympique Lille 3:0 (2:0)

### Mannschaftsaufstellungen
Auswechslungen waren damals nicht möglich.
Racing Paris: José Molinuevo – Maurice Dupuis, August Jordan , Marcel Salva – Jean-Claude Samuel, Lucien Jasseron – André Philippot, Oscar Heisserer, Émile Bongiorni, Pierre Ponsetti, Ernest Vaast
Trainer : Paul Baron
Olympique Lille: Julien Darui – Joseph Jadrejak, Casimir Stefaniak, Jean Cardon – François Bourbotte , Jules Bigot – Roger Vandooren, Jean Baratte, René Bihel, Roger Carré, Jean Lechantre
Trainer : George Berry
Schiedsrichter: Georges Capdeville (Bordeaux)

### Tore
1:0 Philippot (30.)

2:0 Ponsetti (40.)

3:0 Heisserer (65.)

### Besondere Vorkommnisse
Mit Salva, Samuel, Jasseron, Philippot und Ponsetti – die beiden Letztgenannten auch Torschützen im Endspiel – bestand die halbe Mannschaft des siegreichen Racing Club aus im französischen Algerien geborenen „Pieds-noirs“, die bei den nahe Paris stationierten Luftstreitkräften Frankreichs als Soldaten dienten. Maurice Dupuis und „Gusti“ Jordan trugen bereits bei den vorangehenden drei Endspielsiegen seit 1936 den himmelblauen Dress des Hauptstadtvereins; damit stellten sie Jean Boyers Rekord aus dem Jahr 1927 ein, den Paul Nicolas als bis dahin einziger 1928 hatte egalisieren können. Diese Höchstmarke wurde erst zehn Jahre später von einem anderen französischen Fußballer, Marceau Somerlinck, übertroffen. Für Oscar Heisserer war es seit 1939 der dritte Pokalgewinn mit Racing.

Schiedsrichter Capdeville, der auch schon das Weltmeisterschaftsendspiel 1938 gepfiffen hatte, leitete nach 1936 und 1942 bereits sein drittes Pokalfinale.
Es gab bis heute (2018) drei Endspiele zwischen Racing und Lille – außer dem von 1945 auch 1939 und 1949. Jedes Mal verließ am Ende Olympique Lille den Platz nur als „zweiter Sieger“.
Zu den großen Favoriten des Wettbewerbs zählte Racing Lens – aufgrund seines „Bombensturms“, aus dem namentlich Stefan Dembicki („Stanis“) und Ladislas Smid („Siklo“) herausragten. Tatsächlich übertrafen die Nordfranzosen alle Erwartungen und erzielten in den ersten drei Pokalrunden 33 Treffer. Im Viertelfinale allerdings gelang dies gegen Toulouse nur noch dreimal, was das überraschende Aus bedeutete.
Die zeitgenössische Berichterstattung über diesen Wettbewerb war vergleichsweise lückenhaft: Fachzeitschriften wie L’Auto und Football waren im August 1944 eingestellt worden, L’Équipe erschien erstmals im Februar 1946. Es gab allerdings den Miroir des Sports und die Sportberichte in den Tageszeitungen, wenngleich auch deren Erscheinen in dieser Zeit aufgrund der Kriegssituation nur eingeschränkt möglich war.